# جواو مانويل أمير البرتغال
جواو مانويل (بالبرتغالية: João Manuel) (ولد في لشبونة 3 يونيو 1537- 2 يناير 1554) كان أمير البرتغال (لقب الولي العهد) هو ابن الثامن لجون الثالث ملك البرتغال وكاثرين من النمسا ولي عرش البرتغال بعد وفاة أخوته ذكوراً في طفولة ولم يتجاوزون سن البلوغ، وخاله كارلوس الخامس , ملك إسبانيا والد زوجته جوانا من النمسا توفي قبل ولادته أبنه الوحيد لاحقاً ملك البرتغال سبستيان الأول تركه زوجته وهو رضيع للأمه كاثرين من النمسا لكي تربيه وذهبت إلى إسبانيا لم تعد أبداً إلى البرتغال وكذلك لم ترَ أبنه مطلقاً, لم تتزوج بعده وتوفيت عام 1573 وبعدها بخمس سنوات توفي أبنه سبستيان عام 1578 في معركة المعركة الثلاثة ولم يتزوج ملطقاً، وخلفه عمه الكاردينال هنري انهارت البرتغال بعد وفاة أبنه ومن هنا ظهرت أسطورة السبستيانيزم التي تقول (بأنه سيعود أبنه إلى البرتغال وسيحكمه من جديد ولم يمت).

## الموت
توفي جواو مانويل ما تشير عليها المصادر من ( السل ) في 2 يناير 1554، ولكن من الجدير بالذكر أن بعض المؤرخين يعتقدون حادثة وفاته نتيجة لـ مرض السكري، وهو مرض ورثها عن جده من أمه فيليب الوسيم وبعد ثمانية عشر يوماً من وفاته ولد أبنه.